# Audio Stream Input/Output
Audio Stream Input/Output (ASIO), укр. ввід/вивід для потоку аудіоданих — протокол передачі аудіоданих з малою затримкою (англ. low-latency), розроблений компанією Steinberg, що надає застосункам уніфікований інтерфейс до апаратних ресурсів. А також технологія, що вирішує дві проблеми, що існують на сьогодні :
- Мінімізація затримок запису і відтворення звуку;
- Надання універсального інтерфейсу для багатоканального введення і виведення звукової інформації.

ASIO використовується як інтерфейс між програмою та звуковою картою комп'ютера. Якщо DirectSound призначений для широкого кола споживачів, то ASIO покликаний задовольнити професійних музикантів та звукоінженерів.
В основі цього протоколу закладений принцип, що дозволяє обійти рівень Sound manager (Mac) і ММЕ (РС) в операційній системі разом з їхніми обмеженнями й звертатися безпосередньо до встановленого устаткування (звукової карти). Це дозволяє в кілька разів підвищити пропускну здатність тракту «програма-плата» в обидва боки й організувати надійну багатоканальну передачу аудіоданих. ASIO дозволяє істотно знизити затримку обробки аудіо в процесі передачі. Цей параметр ніколи не був особливо важливий для розробників операційних систем; залежно від потужності комп'ютера затримка передачі аудіо від входу на вихід може становити від 0,1 до 0,5 секунди, що для професійної роботи неприйнятно.